# Messey-sur-Grosne
Messey-sur-Grosne ist eine französische Gemeinde mit 742 Einwohnern (Stand 1. Januar 2022) im Arrondissement Chalon-sur-Saône im Département Saône-et-Loire in der Region Bourgogne-Franche-Comté (vor 2016 Bourgogne). Die Gemeinde gehört zum Arrondissement Chalon-sur-Saône und zum Kanton Givry (bis 2015 Buxy). Die Einwohner werden Messouillats genannt.

## Lage
Messey-sur-Grosne liegt etwa achtzehn Kilometer südsüdwestlich von Chalon-sur-Saône am Grosne. Umgeben wird Messey-sur-Grosne von den Nachbargemeinden Jully-lès-Buxy im Norden und Nordwesten, Saint-Ambreuil im Nordosten, Lalheue im Osten, La Chapelle-de-Bragny im Süden und Südosten, Santilly im Süden, Saint-Boil im Westen sowie Chenôves im Westen und Nordwesten.

## Bevölkerung
| Jahr                      | 1962 | 1968 | 1975 | 1982 | 1990 | 1999 | 2006 | 2011 | 2016 |
| ------------------------- | ---- | ---- | ---- | ---- | ---- | ---- | ---- | ---- | ---- |
| Einwohnerzahl             | 434  | 385  | 316  | 434  | 574  | 626  | 711  | 740  | 745  |
| Quelle: Cassini und INSEE |      |      |      |      |      |      |      |      |      |

## Sehenswürdigkeiten
- Kirche Saint-Georges

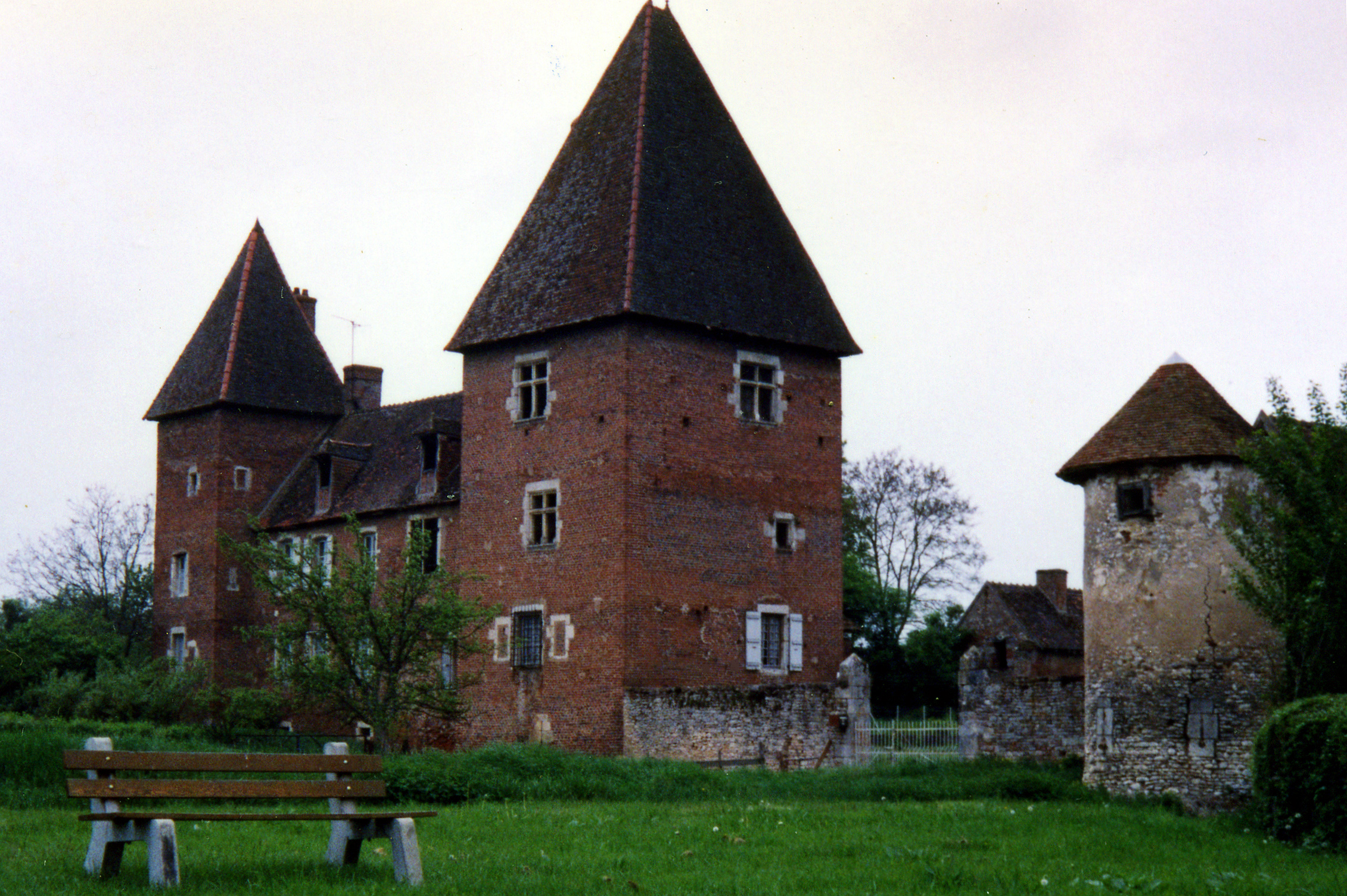
Schloss Messey-sur-Grosne

- Schloss Messey-sur-Grosne, seit 1946 Monument historique. Das Schloss geht auf eine ältere Burg der Familie de Messey aus dem 13. Jahrhundert zurück. Das heutige Schloss ist wohl als Jagdschloss im 15. Jh. erbaut worden und hat seither seine Form unverändert erhalten. Eine Umfassungsmauer mit vier Türmen ist allerdings verschwunden. 1555 kam es durch Heirat der Erbtochter de Messey an Jean de Torcy. In der Folge besaß das Haus Lévis das Gut vom 16. bis zum 18. Jahrhundert, danach die Familien Clermont-Montoison und Bataille de Mandelot. Während der Revolution wurde das Schloss 1789 geplündert, danach kam es bis heute in wechselnden bürgerlichen Besitz.
- Zwei Mühlen